# Capacocha

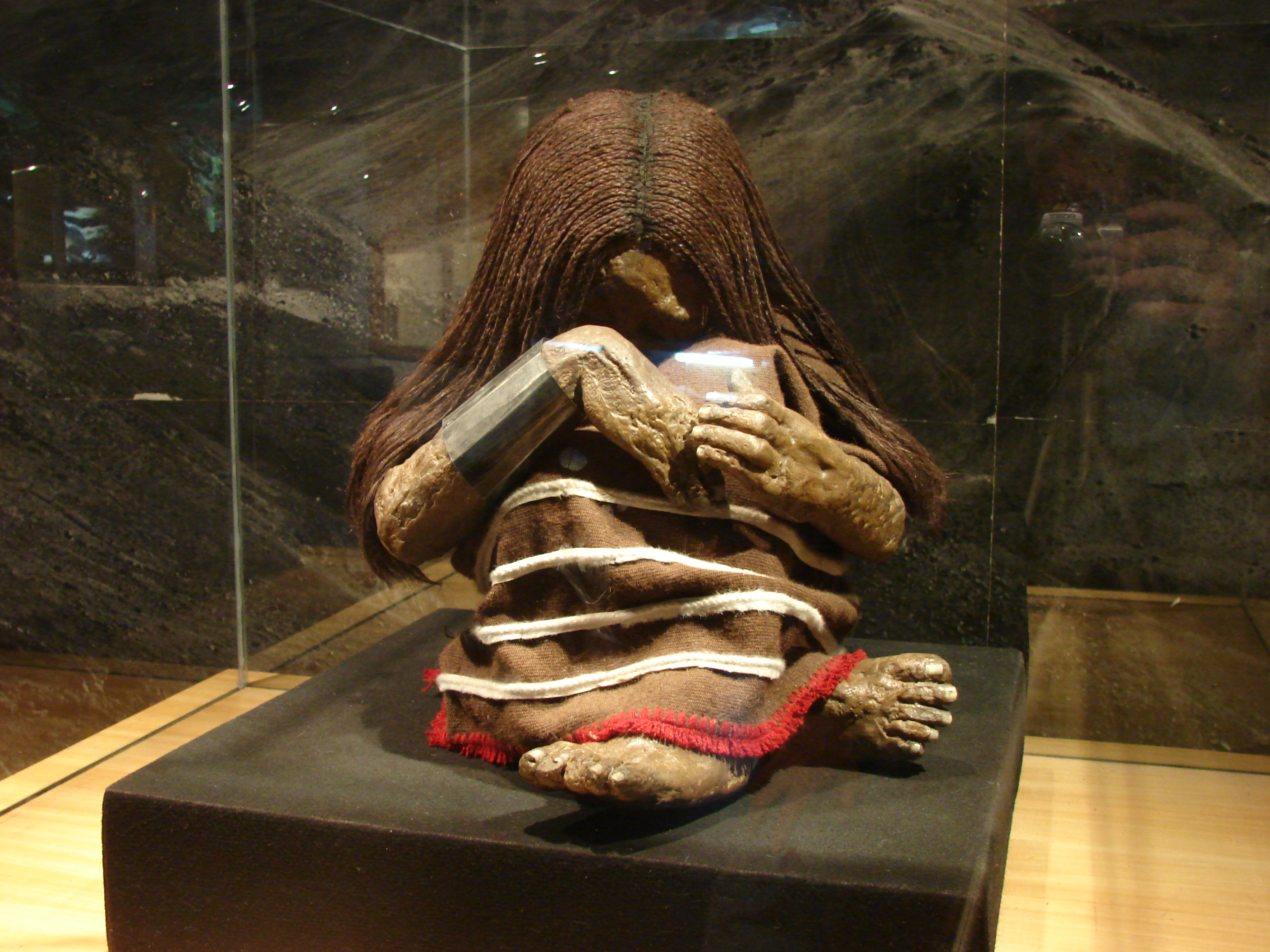
Réplique de la momie de Plomo au musée national d'histoire naturelle de Santiago.

La Capacocha ou Qhapaq hucha (« sacrifice solennel » ou « obligation royale », du quechua qhapaq « noble », « puissant », « royal » et de hucha « crime », « péché », « culpabilité ») est un rite sacrificiel important chez les Incas qui implique généralement le sacrifice d'enfants.

## Description
La justification de ce type de rite sacrificiel est généralement considéré comme un moyen pour les Incas de s'assurer que les meilleurs d'entre eux soient « envoyés » rejoindre leurs divinités, de marquer de grandes cérémonies ou encore dans le but d'arrêter des catastrophes naturelles.